# Cangue

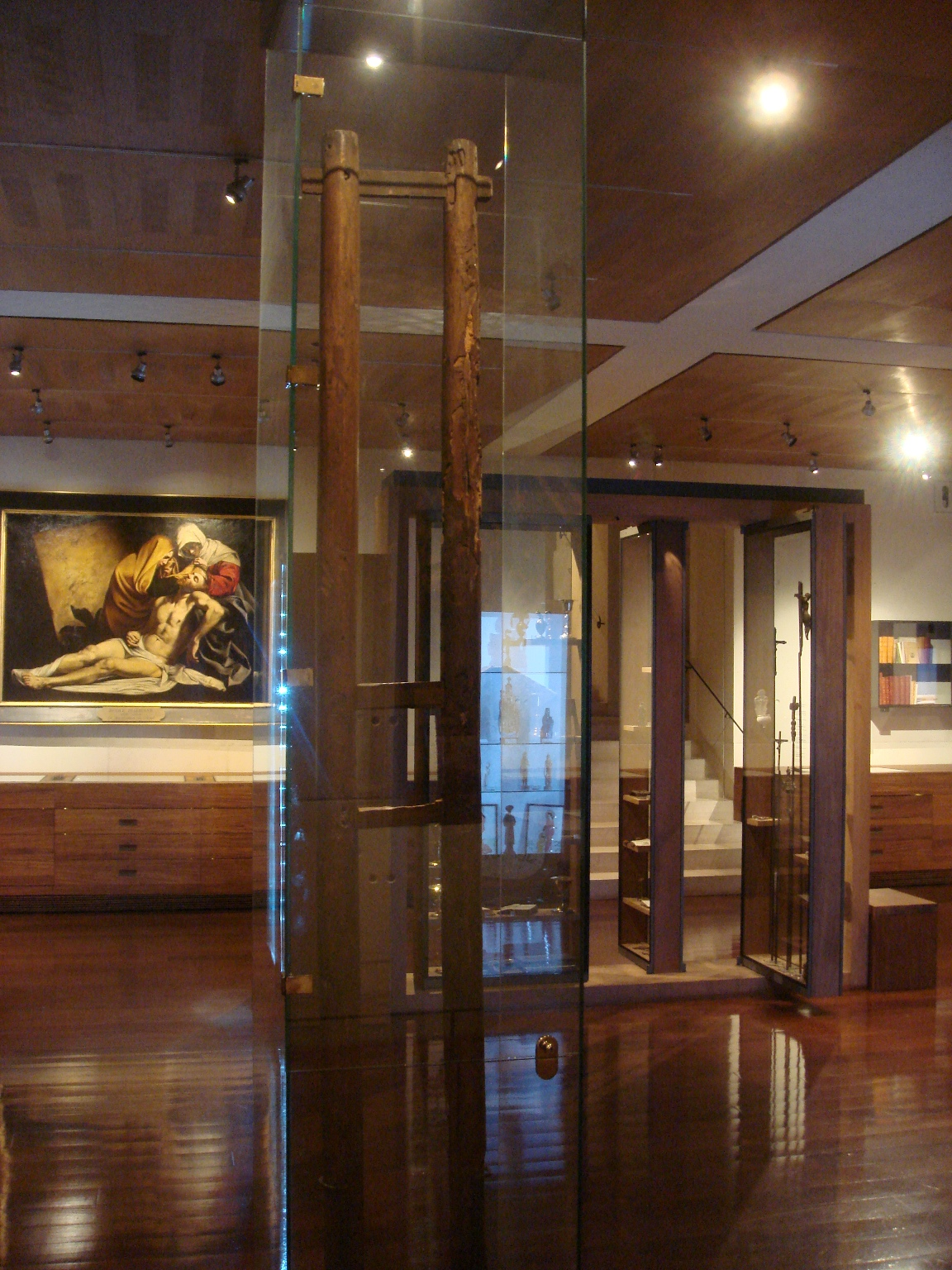
Salle des Martyrs aux Missions étrangères de Paris. Ce qui ressemble à une échelle au milieu est la cangue qu'a portée Pierre Dumoulin-Borie en captivité.

La cangue, en chinois mu jia (木枷), est un châtiment similaire au pilori en Occident, à la différence que la planche de la cangue n'était pas fixée à une base et devait être portée par le prisonnier.
Au Tibet, ce système appelé « gya-go » (ou « porte chinoise ») était largement utilisé par l'administration chinoise mandchoue puis sous sa courte période d'indépendance de facto sous contrôle britannique. La cangue, en plus d'être une forme de contention efficace, était aussi une des formes les plus pénibles de punition à cause de son poids. La méthode tibétaine traditionnelle pour restreindre des prisonniers utilisait les fers aux jambes (kang-chak).

## Galerie

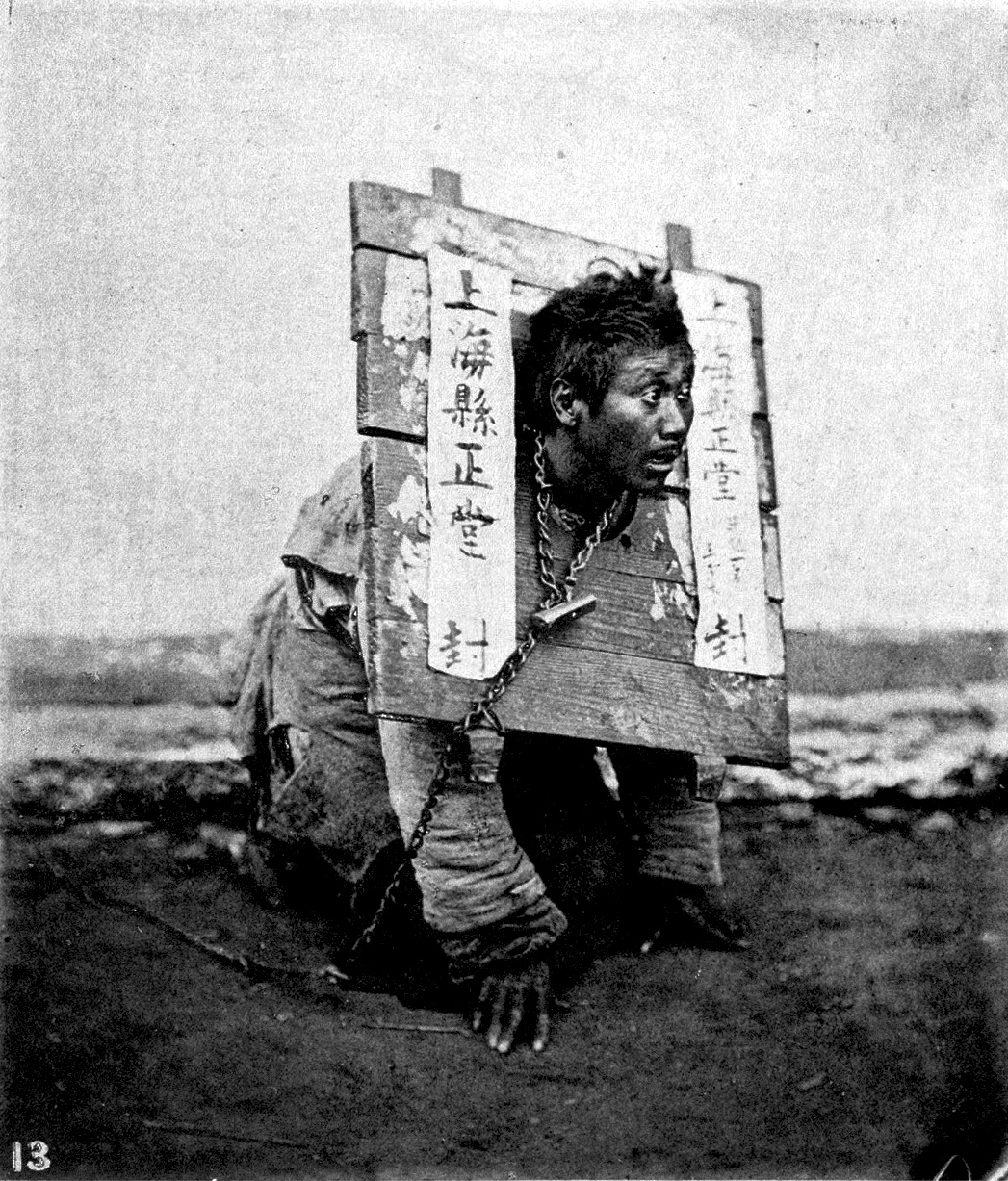
Cangue carrée à Shanghai, c. 1870. L'écriteau comporte d'ordinaire nom, adresse et délit. Le délinquant devait mendier sa nourriture (photo de John Thomson).
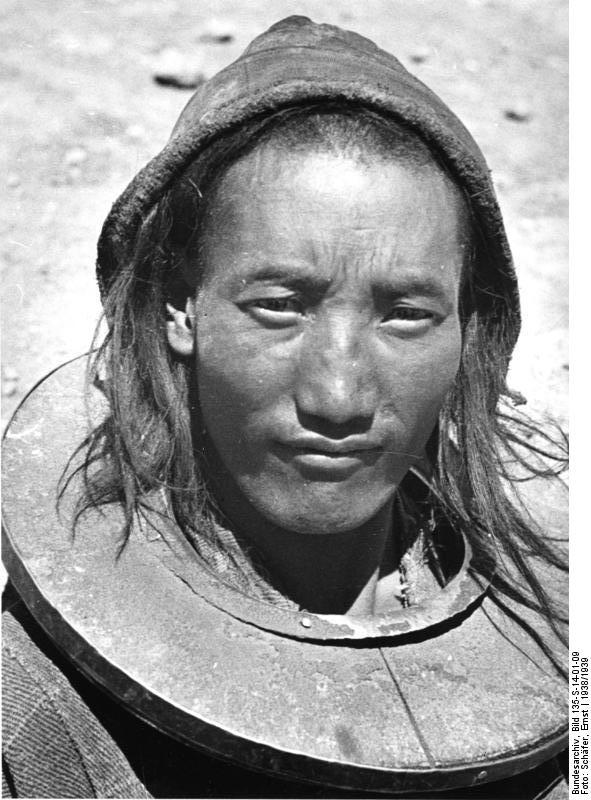
Cangue circulaire à Shigatse (Tibet central), en 1938/1939 (photo de l'explorateur Ernst Schäfer).
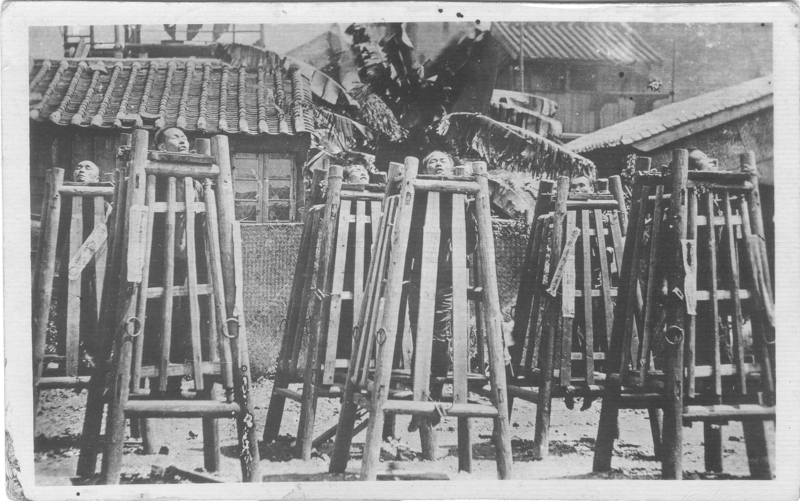
Execution lente de Boxers, en 1900, au moyen de cages dotées de cangues.